# بريتني سبيرز
بريتني جين سبيرز (بالإنجليزية: Britney Jean Spears) (ولدت في 2 ديسمبر 1981)، المعروفة باسمها الفني بريتني سبيرز، هي مغنية، وكاتبة أغاني، وممثلة، وراقصة أمريكية. تُعرف بلقب "أميرة البوب"، وتُعد من أبرز الشخصيات التي ساهمت في إحياء موسيقى البوب الخاصة بالمراهقين، ولها تأثير واسع على موسيقى وثقافة البوب في القرن الحادي والعشرين. باعت أكثر من 150 مليون تسجيل حول العالم، مما جعلها من أكثر الفنانين مبيعًا في تاريخ الموسيقى.
بدأت بريتني مشوارها الفني عام 1992 كمشاركة في برنامج الأطفال نادي ميكي ماوس الجديد، ثم وقّعت عقدًا مع شركة الإنتاج الموسيقي جايڤ ريكوردز بعد خمس سنوات. يعد ألبوماها الأول والثاني، ...Baby One More Time (عام 1999) وOops!... I Did It Again (عام 2000) من الألبومات الأعلى مبيعًا عالميًا.
تبنّت سبيرز أسلوبًا أكثر نضجًا وجرأة مع ألبومي Britney (2001) وIn the Zone (2003). كما كانت المنتجة التنفيذية لألبومها الخامس Blackout (2007)، الذي يُعتبر من أفضل أعمالها الفنية. عادت سبيرز إلى صدارة قوائم الموسيقى الأمريكية بألبومي Circus (2008) وFemme Fatale (2011)، وأطلقت سلسلة حفلات مقيمة بعنوان Britney: Piece of Me بين عامي 2013 و2017، بهدف الترويج لألبوميها Britney Jean (2013) وGlory (2016).
من أشهر أغانيها التي حققت نجاحًا واسعًا: ...Baby One More Time، Oops!... I Did It Again، I'm a Slave 4 U، Toxic، Gimme More، Womanizer، 3، Hold It Against Me، وScream & Shout.
شهدت حياتها الشخصية الكثير من التغطية الإعلامية، خاصة في فترة العقد الأول من الألفية، بسبب علاقاتها العاطفية ومشاكلها النفسية. وفي عام 2008، تعرضت لانهيار عصبي وأُخضعت لـنظام وصاية قانونية قسرية. وفي عام 2019، أثارت معركتها القانونية بشأن الوصاية حركة "حرروا بريتني" (#FreeBritney)، وأدى ذلك إلى إصدار الفيلم الوثائقي Framing Britney Spears عام 2021. أُلغيت الوصاية رسميًا في نفس العام بعد شهادة علنية مؤثرة اتهمت فيها عائلتها وفريق إدارتها بسوء المعاملة. وفي عام 2023، أصدرت مذكراتها بعنوان The Woman in Me، والتي تصدرت قائمة نيويورك تايمز للكتب الأكثر مبيعًا خلال أسبوعها الأول.
إلى جانب مسيرتها الغنائية، شاركت سبيرز في بطولة فيلم طرق متقاطعة (2002)، وأطلقت العديد من المنتجات التجارية، أبرزها عطر فانتاسي بالتعاون مع شركة إليزابيث آردن عام 2005، الذي حقق مبيعات تجاوزت 1.5 مليار دولار. تُعد سبيرز في الولايات المتحدة رابع أكثر فنانة مبيعًا للألبومات خلال فترة إحصاءات شركة نيلسن ساوند سكان، كما كانت الفنانة النسائية الأعلى مبيعًا خلال عقد الألفينات.
حصلت سبيرز على العديد من الجوائز المرموقة، منها: جائزة غرامي، 15 رقمًا قياسيًا في موسوعة غينيس، 6 جوائز من قناة إم تي في لأفضل فيديو موسيقي، 7 جوائز بيلبورد (بينها جائزة الألفية)، جائزة مايكل جاكسون لإنجازات الفيديو، ونجمة على رصيف الشهرة في هوليوود.
صنفتها مجلة بيلبورد في المرتبة السادسة ضمن قائمة أعظم نجوم البوب في القرن الحادي والعشرين، واختارتها مجلة رولينغ ستون عام 2020 كصاحبة أفضل أغنية فردية على الإطلاق بأغنية ...Baby One More Time. كما صنفتها مجلة فوربس كأعلى مغنية دخلًا في العالم لعامي 2001 و2012، وظهرت في صدارة قائمة المشاهير الأكثر بحثًا على موقع ياهو سبع مرات خلال 12 عامًا. وفي عام 2021، اختارتها مجلة تايم ضمن أكثر 100 شخصية تأثيرًا في العالم، وتصدرت تصويت القراء على القائمة.

## الحياة والمسيرة الفنية

### 1981–1997: الطفولة، العائلة، وبدايات المسيرة
وُلدت بريتني جين سبيرز في 2 ديسمبر 1981 في مدينة ماكومب، ولاية ميسيسيبي، وهي الطفل الثاني لجيمس "جيمي" بارنيل سبيرز ولين إيرين بريدجز. كانت جدتها من جهة الأم، ليليان بورتيل، إنجليزية وُلدت في لندن، وكان أحد أجدادها من جهة الأم من أصل مالطي. أشقاؤها هم براين جيمس سبيرز وجيمي لين سبيرز.
وُلدت سبيرز في منطقة "الحزام الإنجيلي"، حيث يُشكّل البروتستانت الإنجيليون المحافظون اجتماعيًا تأثيرًا دينيًا قويًا. وقد تم تعميدها وهي صغيرة كمؤمنة بالكنيسة المعمدانية الجنوبية، وكانت تغني في جوقة الكنيسة خلال طفولتها. وبصفتها بالغة، درست تعاليم القبّالة. وفي 5 أغسطس 2021، أعلنت سبيرز أنها اعتنقت الكاثوليكية. كما أن والدتها وشقيقتها وابنتا شقيقتها، مادّي ألدريدج وآيفي جوان واتسون، يعتنقن الكاثوليكية أيضًا. ومع ذلك، في 5 سبتمبر 2022، وبعد أن قام زوجها السابق، كيفن فيدرلاين، وابنها الأصغر بإجراء مقابلة يدافعان فيها عن تصرفات والدها خلال فترة الوصاية عليها، صرّحت قائلة: "أنا لم أعد أؤمن بالله بسبب الطريقة التي عاملني بها أطفالي وعائلتي. لم يعد هناك ما يستحق الإيمان. أنا ملحدة، يا جماعة."
بدأت سبيرز في حضور دروس الرقص في بلدتها كينتوود بولاية لويزيانا في سن الثالثة، وتم اختيارها لتؤدي عرضًا فرديًا في الحفل السنوي للمدرسة. وعندما بلغت الخامسة من عمرها، ظهرت لأول مرة على المسرح المحلي، حيث غنّت أغنية "What Child Is This?" خلال حفل تخرجها من رياض الأطفال. وخلال طفولتها، تلقت أيضًا دروسًا في الجمباز والغناء، وفازت بالعديد من المسابقات على مستوى الولاية وعروض المواهب الخاصة بالأطفال. وفي مجال الجمباز، التحقت بمعسكر التدريب التابع للمدرب الشهير بيلا كارولي. وقد قالت عن طموحها في الطفولة: "كنت أعيش في عالمي الخاص... واكتشفت ما يُفترض بي أن أفعله منذ سنٍ مبكرة."
في سن الثامنة، سافرت سبيرز مع والدتها لين إلى مدينة أتلانتا بولاية جورجيا للمشاركة في تجربة أداء لإحياء برنامج (نادي ميكي كاوس) في التسعينيات. رفضها مدير اختيار الممثلين، مات كاسيلا، معتبرًا أنها صغيرة في السن، لكنه قدّمها إلى نانسي كارسن، وهي وكيلة مواهب في مدينة نيويورك.أُعجبت كارسن بغناء سبيرز واقترحت تسجيلها في مدرسة الفنون الاستعراضية الاحترافية.
تم توظيف سبيرز في أول دور احترافي لها كممثلة بديلة للدور الرئيسي "تينا دنمارك" في مسرحية موسيقية بعنوان (روتلس). كما ظهرت كمُتسابقة في البرنامج التلفزيوني الشهير (البحث عن نجم)، وشاركت في عدد من الإعلانات التجارية. وفي ديسمبر 1992، تم اختيارها للمشاركة في برنامج The All-New Mickey Mouse Club. وكان من بين زملائها في العرض: كريستينا أغيليرا، وجاستن تمبرليك، ورايان غوسلينغ، وكيري راسل، وجي سي شازيه.
وبعد إلغاء العرض في عام 1994، عادت إلى ولاية ميسيسيبي والتحقت بمدرسة باركلين أكاديمي في مدينة ماكومب. وعلى الرغم من أنها كوّنت صداقات مع معظم زملائها، فقد وصفت المدرسة بأنها تشبه "المشهد الافتتاحي في فيلم ساذجة، بكل تلك المجموعات المنغلقة... كنت أشعر بملل شديد. كنت ألعب كقائدة للفريق في كرة السلة، وكان لدي حبيب، وشاركت في حفلة العودة إلى الديار وفي الحفل الرسمي لعيد الميلاد. لكنني كنت أرغب بالمزيد."

### 2022 حتى الآن: الزواج الثالث، كتاب The Woman in Me، والاعتزال الغنائي
في أبريل من عام 2022، أعلنت بريتني سبيرز عن حملها من سام أصغري، لكن الحمل انتهى بالإجهاض في الشهر التالي. وفي التاسع من يونيو من نفس العام، عقد الثنائي قرانهما في منزل سبيرز الكائن في منطقة ثاوزند أوكس بمدينة لوس أنجلوس. لم يُدعَ أي من أفراد عائلة سبيرز المباشرين إلى حفل الزفاف، بمن فيهم والداها وشقيقتها وشقيقها، كما لم يحضر ولداها الحفل أيضًا.
شهد الحفل حادثة غير متوقعة حين حاول زوجها السابق، جيسون ألكسندر، اقتحام منزلها وهو مسلح بسكين بهدف تخريب مراسم الزفاف، لكن الشرطة ألقت القبض عليه. وبناءً على ذلك، صدر بحقه أمر قضائي بالابتعاد عنها لمدة ثلاث سنوات.
في السادس والعشرين من أغسطس، أصدرت سبيرز بالتعاون مع الموسيقي البريطاني الشهير إلتون جون أغنية دويتو بعنوان "ضمّني أكثر" (Hold Me Closer)، وهي إعادة تسجيل لأغنيته الكلاسيكية التي صدرت عام 1972 بعنوان "الراقصة الصغيرة" (Tiny Dancer). شكلت هذه الأغنية أول عمل موسيقي لسبيرز منذ إنهاء وصايتها القضائية. وقد حققت الأغنية نجاحًا تجاريًا لافتًا، حيث دخلت قائمة بيلبورد هوت 100 الأميركية في المرتبة السادسة، لتصبح بذلك الأغنية الرابعة عشرة في مسيرة سبيرز التي تدخل قائمة العشر الأوائل، وأعلى أغانيها ترتيبًا منذ أغنيتها "Scream & Shout" التي صدرت عام 2012. كما حلت الأغنية في المركز الثالث ضمن قائمة الأغاني المنفردة البريطانية، مما منح سبيرز دخولها الرابع والعشرين في قائمة العشر الأوائل في المملكة المتحدة.
منذ إنهاء الوصاية القضائية عليها، أصبحت الحياة الشخصية لبريتني سبيرز، ونشاطها على وسائل التواصل الاجتماعي، وحالتها النفسية والذهنية عُرضةً مجددًا للاهتمام الإعلامي المكثّف وتكهنات جمهورها، مما أدى إلى نشوء عدد من نظريات المؤامرة حولها. في 24 يناير 2023، أجرى أفراد من مكتب شريف مقاطعة فينتورا زيارة تفقدية لمنزل سبيرز بعد تلقيهم عدة اتصالات من معجبين أعربوا عن قلقهم إثر حذفها لحسابها على منصة إنستغرام. وقد صرّح متحدث باسم مكتب الشريف أن سبيرز "بخير وليست في خطر". وعقب الحادثة، نشرت سبيرز تغريدة عبر حسابها على تويتر دعت فيها جمهورها إلى احترام خصوصيتها.
في 21 يوليو 2023، أصدرت سبيرز أغنية منفردة بعنوان "اهتم بشؤونك" (Mind Your Business) بالتعاون مع مغني الراب الأمريكي ويل.آي.أم. وبعد أقل من شهر، وتحديدًا في 16 أغسطس، أُعلن عن انفصال سبيرز عن زوجها سام أصغري بعد زواج دام 14 شهرًا. وفي 1 مايو 2024، توصّل الطرفان إلى تسوية طلاق رسمي، وفي اليوم التالي صادق القاضي على التسوية، ليُعلن طلاقهما بشكل نهائي في 2 ديسمبر 2024.
وفي سبتمبر 2023، أُجري فحص رعاية جديد بعد أن نشرت سبيرز مقطع فيديو على إنستغرام ظهرت فيه وهي ترقص حاملة سكاكين، مما أثار مخاوف لدى البعض. غير أن فريقها الأمني طمأن الضابط الحاضر بأن الوضع لا ينطوي على أي تهديد مباشر لسلامتها، وغادر الضابط بعد ذلك. من جهتها، أوضحت سبيرز لاحقًا أن السكاكين لم تكن حقيقية.
أصدرت بريتني سبيرز مذكّراتها الأولى بعنوان "المرأة التي في داخلي" (The Woman in Me) في أكتوبر 2023 بعد توقيعها صفقة كتاب بقيمة 15 مليون دولار في فبراير عام 2022، وهي من بين أضخم الصفقات في تاريخ صناعة النشر. تسرد المذكرات مسيرتها نحو الشهرة، والأحداث الإعلامية البارزة في حياتها، وتفاصيل الوصاية القضائية التي فُرضت عليها، وانعتاقها منها في نهاية المطاف. حقق الكتاب نجاحًا تجاريًا كبيرًا في الولايات المتحدة، حيث بيع منه 1.1 مليون نسخة في أسبوعه الأول، فيما بلغت مبيعاته العالمية 2.4 مليون نسخة مطبوعة خلال نفس الفترة.
في يناير/كانون الثاني 2024، تداولت تقارير صحافية أنّ المغنّيتين وكاتبتَي الأغاني تشارلي إكس سي إكس وجوليا مايكلز طُلب منهما تأليف أغانٍ جديدة لبريتني سبيرز، فيما ذكرت مجلّة «رولينغ ستون» أنّ «الإدارة وفريق اكتشاف المواهب يحاولان إثارتها حماسةً للموسيقى». نفت سبيرز هذه الأنباء، مؤكّدةً أنّها «لن تعود أبدًا إلى صناعة الموسيقى»، لكنها أوضحت في الوقت نفسه أنّها ألّفت أكثر من عشرين أغنية لفنّانين آخرين خلال العامين السابقين. وفي مايو/أيار 2024، أكّدت تشارلي إكس سي إكس في مقابلة أنّها طُلب منها فعلًا الكتابة لسبيرز، وأنّها سافرت لهذا الغرض إلى ماليبو، لكنها أضافت أنّها تجهل ما إذا كانت سبيرز قد شاركت في العملية، موضحةً: «الفريق كان حاضرًا... لكنها لم تسجّل الأغنية؛ من الواضح أنّها لم تفعل».

## الإرث الفني
يُشار إلى بريتني سبيرز بلقب "أميرة البوب"، وقد نُسب لها الفضل كواحدة من القوى الدافعة وراء عودة موسيقى البوب الموجهة للمراهقين في أواخر التسعينيات. أوضحت ستايسي لامب من مجلة رولينغ ستون أن سبيرز ساعدت في "تمهيد الطريق لعصر جديد لهذا النوع من الموسيقى، الذي كان قد خمد بعد عقد شهد بروز فرقة نيو كيدز أون ذا بلوك... قادت سبيرز جيشًا من نجوم البوب... يعتمد على إنتاجات ماكس مارتن اللامعة، والإيحاءات الجنسية الكثيفة، والعروض الراقصة المكثفة. لقد أصبحت واحدة من أنجح الفنانين في التاريخ—وفي ذات الوقت، تحوّلت إلى عبرة تحذيرية لجيل بأكمله، سواء انتبه لها أم لا."
وفي مقال نُشر عام 2021 في مجلة تايم، رأت ماورا جونستون أن "إرث سبيرز كفنانة بوب معقد، ويتكون من قمم موسيقية مبهرة، ومنحدرات تسببت بها صناعة الموسيقى." وأضافت: "رغم أن أعمال سبيرز أصبحت جزءًا من التراث الموسيقي الذي يُعرّف أول عشرين سنة من هذا القرن، يأمل المرء أن تؤدي معاناتها العلنية، والقوة التي أظهرتها في وجهها، إلى ترسيخ إرثها الحقيقي: وهو إعادة تشكيل الآلة التي تُحوّل هذه الأغاني إلى رموز ثقافية."
وصف كريستوفر روزا، الكاتب في مجلة غلامور، بريتني سبيرز بأنها "واحدة من الأصوات التي شكّلت موسيقى البوب... عندما ظهرت لأول مرة على الساحة عام 1998 بأغنيتها «حبيبي... مرة أخرى»، لم يكن العالم قد شاهد مؤدية مثلها من قبل. فمنذ أيام مادونا، لم تؤثر فنانة على هذا النوع الموسيقي بهذا العمق." أما روبرت كيلي من مجلة بيلبورد، فلاحظ أن أداء سبيرز الصوتي "المثير والمراوغ" في أغنيتها الأولى «حبيبي... مرة أخرى» "أطلق عصراً جديداً في أسلوب الغناء لموسيقى البوب، أثّر في عدد لا يُحصى من الفنانين اللاحقين."
وفي عام 2020، صنّفت مجلة رولينغ ستون هذه الأغنية في المرتبة الأولى ضمن قائمتها لأفضل 100 أغنية أولى في التاريخ، وكتب روب شيفيلد عنها قائلاً: "إنها واحدة من تلك الإعلانات الموسيقية التي تعلن عن صوت جديد، وعصر جديد، وقرن جديد. لكن الأهم من ذلك كله، نجم جديد... مع «حبيبي... مرة أخرى»، غيّرت [سبيرز] صوت موسيقى البوب إلى الأبد: إنها بريتني، يا عزيزي. لم يعُد أي شيء كما كان من قبل."
في أواخر التسعينات وبداية الألفينات، حدث ما يسمى بـ "انفجار نجمات البوب المراهقات" – وكانت بريتني سبيرز هي أول من قاد هذا الاتجاه الذي استمر طوال العقد الأول من الألفية، متصدّرة المشهد إلى جانب كريستينا أغيليرا، وجيسيكا سيمبسون، وماندي مور. عمل جميع هؤلاء الفنانات على تطوير أغانيهن في عام 1998، لكن السوق تغيّر بشكل كبير في ديسمبر من نفس العام عندما تصدّرت أغنية سبيرز المصورة قوائم التصنيفات. سارعت شركة آر سي إيه ريكوردز إلى توقيع عقد مع أغيليرا وأطلقت أولى أغانيها «جنيّة في زجاجة»، محققة نجاحًا كبيرًا مستفيدة من زخم نجاح سبيرز. أما جيسيكا سيمبسون، فقد تعمّدت تقديم نفسها بصورة أكثر نضجًا من سبيرز؛ وحققت أغنيتها «أريد أن أحبك إلى الأبد» دخولًا إلى القوائم في سبتمبر 1999، تبعها ألبومها قبلات حلوة بعد فترة وجيزة.
من جانبها، أطلقت ماندي مور أولى أغانيها «كاندي» قبل شهر من أغنية سيمبسون، لكنها لم تحقق نفس النجاح على قوائم التصنيفات؛ وغالبًا ما كانت تُعتبر أقل تميزًا من سبيرز والباقيات، وجاءت في المرتبة الرابعة بين ما أطلق عليه "أميرات البوب". وقد غذّى التنافس الإعلامي بين سبيرز وأغيليرا قصص الصحف حول من تحتل المركز الأول، إذ تبادلتا التصريحات الحادة وأحيانًا الإطراءات على مدار سنوات الألفينات.

## روابط خارجية
- الموقع الرسمي
- بريتني سبيرز على موقع IMDb (الإنجليزية)
- بريتني سبيرز على موقع ميتاكريتيك (الإنجليزية)
- بريتني سبيرز على موقع الموسوعة البريطانية (الإنجليزية)
- بريتني سبيرز على موقع روتن توميتوز (الإنجليزية)
- بريتني سبيرز على موقع ألو سيني (الفرنسية)
- بريتني سبيرز على موقع ميوزك برينز (الإنجليزية)
- بريتني سبيرز على موقع رولينغ ستون (الإنجليزية)
- بريتني سبيرز على موقع تيرنر كلاسيك موفيز (الإنجليزية)
- بريتني سبيرز على موقع أول موفي (الإنجليزية)
- بريتني سبيرز على موقع قاعدة بيانات الأفلام السويدية (السويدية)